# Чемпіонат світу з боксу 1993
Чемпіонат світу з боксу 1993 відбувся 7 — 16 травня 1993 року в місті Тампере у Фінлядії.
Чемпіонат світу 1993 року став свідком нововведення оприлюднених результатів в кінці кожного раунду.
Це був перший чемпіонат світу, на якому українські боксери виступали окремою командою. Україну представляли: Ігор Матвійчук, Дмитро Лазарєв, Сергій Городнічов, Сергій Марчук, Андрій Хамула, Ростислав Зауличний, Олександр Гуров, Олександр Литвин.

## Результати

### Медалісти
| Вагова категорія                   | Золото               | Срібло                | Бронза                                  |
| Перша найлегша вага (-48 кг)       | Ншан Мунчян          | Данієль Петров        | Альберт Гвардадо Ердененцогт Цогтжаргал |
| Найлегша вага (-51 кг)             | Вальдемар Фонт       | Хікматулла Ахмедов    | Мустафа Хасан Демаєн Келлі              |
| Легша вага (-54 кг)                | Александр Христов    | Хоель Касамайор       | Владислав Антонов Ільхан Гюлер          |
| Напівлегка вага (-57 кг)           | Серафім Тодоров      | Енріке Карріон        | Рамаз Паліані Марчеліка Тудоріу         |
| Легка вага (-60 кг)                | Даміан Остін         | Ларрі Ніколсон        | Васіле Ністор Тібор Рафаел              |
| Перша напівсередня вага (-63.5 кг) | Ектор Вінент         | Їрі К'ялл             | Олег Саїтов Октай Уркал                 |
| Напівсередня вага (-67 кг)         | Хуан Ернандес Сьєрра | Віталіюс Карпачяускас | Сергій Городнічов Андреас Отто          |
| Перша середня вага (-71 кг)        | Франциск Ваштаг      | Альфредо Дуверхель    | Гейр Гітланд Сергій Караваєв            |
| Середня вага (-75 кг)              | Аріель Ернандес      | Акин Кулоглу          | Раймонд Йовал Василь Жиров              |
| Напівважка вага (-81 кг)           | Рамон Гарбей         | Джеклорд Джекобс      | Роберт Дейл Браун Ростислав Зауличний   |
| Важка вага (-91 кг)                | Фелікс Савон         | Георгій Канделакі     | Стефан Аллуан Аршак Авартакян           |
| Надважка вага (+91 кг)             | Роберто Баладо       | Свілен Русінов        | Євген Білоусов Джо ел Скотт             |

### Медальний залік
| Місце | Держава    |    |    |    | Разом |
| ----- | ---------- | -- | -- | -- | ----- |
| 1     | Куба       | 8  | 3  | 0  | 11    |
| 2     | Болгарія   | 2  | 2  | 0  | 4     |
| 3     | Румунія    | 1  | 0  | 2  | 3     |
| 4     | Вірменія   | 1  | 0  | 1  | 2     |
| 5     | США        | 0  | 1  | 2  | 3     |
| 6     | Грузія     | 0  | 1  | 1  | 2     |
| 6     | Туреччина  | 0  | 1  | 1  | 2     |
| 8     | Фінляндія  | 0  | 1  | 0  | 1     |
| 8     | Литва      | 0  | 1  | 0  | 1     |
| 8     | Нігерія    | 0  | 1  | 0  | 1     |
| 8     | Узбекистан | 0  | 1  | 0  | 1     |
| 12    | Росія      | 0  | 0  | 4  | 4     |
| 13    | Німеччина  | 0  | 0  | 2  | 2     |
| 13    | Україна    | 0  | 0  | 2  | 2     |
| 15    | Канада     | 0  | 0  | 1  | 1     |
| 15    | Єгипет     | 0  | 0  | 1  | 1     |
| 15    | Словаччина | 0  | 0  | 1  | 1     |
| 15    | Франція    | 0  | 0  | 1  | 1     |
| 15    | Ірландія   | 0  | 0  | 1  | 1     |
| 15    | Казахстан  | 0  | 0  | 1  | 1     |
| 15    | Монголія   | 0  | 0  | 1  | 1     |
| 15    | Норвегія   | 0  | 0  | 1  | 1     |
| 15    | Нідерланди | 0  | 0  | 1  | 1     |
| Разом | 23 держави | 12 | 12 | 24 | 48    |